# Mocsári béka
A mocsári béka (Rana arvalis) a kétéltűek (Amphibia) osztályába, a békák (Anura) rendjébe és a valódi békafélék (Ranidae) családjába tartozó faj.

## Elterjedése, élőhelye
Európa északi és középső részén és Ázsia nyugati területén a Bajkál-tóig honos. A lápokat és mocsarakat kedvelő faj, de nedves ártéri erdőkben, esetenként halastavakon is találkozhatunk vele.

## Alfaja
- Rana arvalis wolterstorffi (hosszúlábú mocsári béka) – Magyarországon előforduló alfaj

## Megjelenése
Testhossza 7 centiméter. Színezete  a szürkésbarnától a sötét barnáig változhat, a hímek rendszerint világosabbak. A teste viszonylag zömök, a fej elhegyesedő orrban végződik, a szemek mögött sötét folt helyezkedik el. Hátoldalát sötét csíkok határolják, a háta közepén egy széles, világos szalag fut végig. Hátsó lábát előrehajtva a bokaízület éppen eléri az orrcsúcsot.

## Életmódja
Zsákmány után a szürkületi és az éjszakai órákban jár. Férgeket, ízeltlábúakat, csigákat, gilisztákat fogyaszt.

## Szaporodása
A szaporodási időszakban a hím gyönyörű azúrkék színűvé válik (a hazai békafajok közül egyedüliként). A nőstény által lerakott kétezer megtermékenyített pete csomókban az aljzatra süllyed. A petékből 7-10 napra kikelő ebihalak mintegy 2 hónap alatt fejlődnek ki, kész példányokká.
|  |  |  |